# Селенгушское сельское поселение
Селенгушское се́льское поселе́ние — муниципальное образование в Нурлатском районе Татарстана Российской Федерации.
Административный центр — село Селенгуши.

## История
Статус и границы сельского поселения установлены Законом Республики Татарстан от 31 января 2005 года № 32-ЗРТ «Об установлении границ территорий и статусе муниципального образования „Нурлатский муниципальный район“ и муниципальных образований в его составе».
В 1920-х в Поселение входили (ныне не существующие) поселки Малая Полянка, Пролетарское, Медвежье (в 3-5 км от с. Селенгуши) объединенные в колхоз. В 1940 г колхоз был переименован в Заветы Ильича по просьбе его председателя Кандалинцева Петра Семеновича -участника Слета председателей передовых колхозов в г. Москве.

## Население
| 2010 | 2011 | 2012 | 2013 | 2014 | 2015 | 2016 |
| ---- | ---- | ---- | ---- | ---- | ---- | ---- |
| 741  | ↘737 | ↘718 | ↘709 | ↘693 | ↘692 | ↘673 |
| 2017 | 2018 |      |      |      |      |      |
| ↘671 | ↘655 |      |      |      |      |      |

## Состав сельского поселения
| № | Населённый пункт | Тип населённого пункта       | Население |
| - | ---------------- | ---------------------------- | --------- |
| 1 | Зузеево          | деревня                      |           |
| 2 | Селенгуши        | село, административный центр |           |